# Maxentius
Maxentius (tiếng Latin: Marcus Aurelius Valerius Maxentius Augustus, khoảng năm 278-28 Tháng Mười năm 312) là Hoàng đế La Mã trong giai đoạn từ năm 306 tới năm 312. Ông là con trai của cựu hoàng đế Maximianus và đồng thời là con rể của Hoàng đế Galerius.

## Cuộc đời

### Đầu đời
Ngày sinh chính xác của Maxentius là không rõ, có lẽ vào khoảng năm 278 SCN. Ông là con trai của hoàng đế Maximianus và hoàng hậu Eutropia.
Khi cha ông trở thành hoàng đế vào năm 285, ông đã được coi là hoàng thái tử, người mà cuối cùng sẽ kế vị nga vàng của cha mình.Tuy nhiên, Ông dường như đã không nắm giữ bất kỳ chức vị quan trọng nào về cả mặt quân sự hoặc hành chính dưới triều đại của Diocletianus và cha của ông. Niên đại chính xác của cuộc hôn nhân với Valeria Maximilla, con gái Galerius, cũng chưa được biết rõ. Ông có hai người con trai, một là Valerius Romulus (khoảng năm 295 - 309) và một người con khác không rõ tên tuổi.
Năm 305, Diocletianus và Maximianus đột ngột thoái vị, và hai cựu Caesare là Constantius và Galerius đã trở thành hai vị Augusti mới. Bất chấp lúc đó Constantinus và Maxentius là con trai của các vị hoàng đế, họ đã không được lựa chọn cho bộ máy Tứ đầu chế mới, mà lại là Severus và Maximinus Daia được bổ nhiệm làm Caesar. Tác phẩm Epitome của Lactantius nói rõ rằng Galerius vốn ghét Maxentius và ông ta đã sử dụng ảnh hưởng của mình với Diocletianus để ngăn cản Maxentius kế vị, và có lẽ Diocletianus cũng nghĩ rằng Maxentius không đủ khả năng để đảm đương các nhiệm vụ quân sự của một vị quân vương. Sau đó, Maxentius đã lui về ẩn dật tại một điền trang cách Rome vài dặm.
Khi Constantius qua đời vào năm 306, con trai của ông ta, Constantinus đã lên ngôi hoàng đế vào ngày 25 tháng 7 và sau đó được chấp nhận gia nhập vào Tứ Đầu chế với địa vị như một Caesar bời Galerius. Điều này đã đặt tiền lệ cho việc lên ngôi của Maxentius sau đó trong cùng một năm.

### Lên ngôi

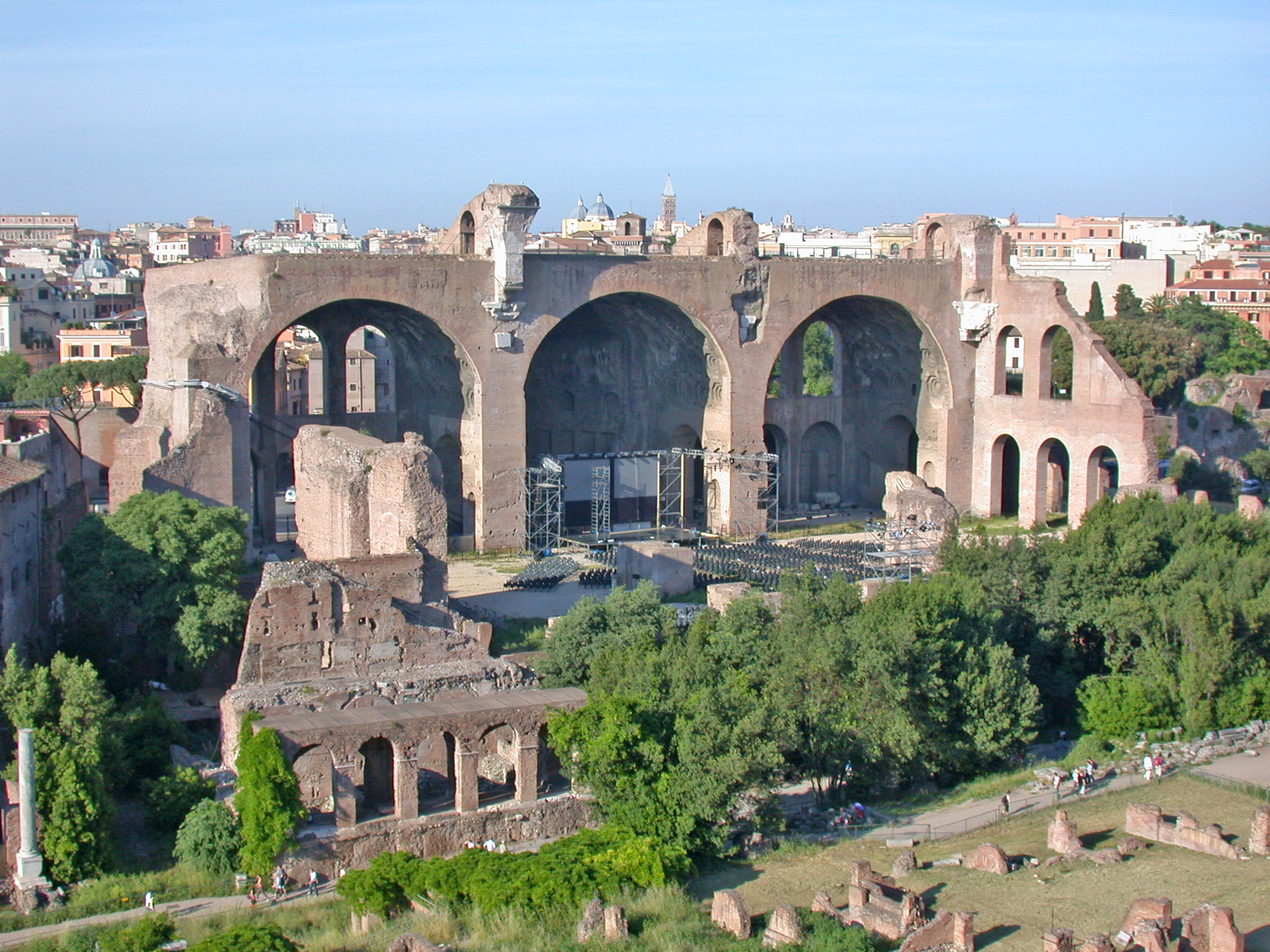
The Basilica of Maxentius in the Roman Forum. Completed by his enemy Constantine, it was one of the most impressive edifices of ancient times.

Khi tin đồn đến lan đến kinh đô rằng các vị hoàng đế cố gắng bắt cư dân La Mã phải nộp thuế thân, như mọi thành phố khác của đế quốc, và muốn giải tán phần còn lại của đội vệ binh hoàng gia mà vẫn còn đang đóng quân tại Roma, một cuộc bạo loạn đã nổ ra.

## Tiểu sử
- Alföldi, Andrew. The Conversion of Constantine and Pagan Rome. Translated by Harold Mattingly. Oxford: Clarendon Press, 1948.
- Barnes, Timothy D. Constantine and Eusebius. Cambridge, MA: Harvard University Press, 1981. ISBN 978-0-674-16531-1
- Barnes, Timothy D. The New Empire of Diocletian and Constantine. Cambridge, MA: Harvard University Press, 1982. ISBN 0-7837-2221-4
- Drijvers, Jan Willem. "Eusebius' Vita Constantini and the Construction of the Image of Maxentius." In From Rome to Constantinople: Studies in Honour of Averil Cameron, edited by Hagit Amirav and Bas ter Haar Romeny, 11–28. Leuven and Dudley, MA: Peeters, 2006. ISBN 978-90-429-1971-6
- Elliott, T. G. The Christianity of Constantine the Great. Scranton, PA: University of Scranton Press, 1996. ISBN 0-940866-59-5
- Lenski, Noel, ed. The Cambridge Companion to the Age of Constantine. New York: Cambridge University Press, 2006. Hardcover ISBN 0-521-81838-9 Paperback ISBN 0-521-52157-2
- Leppin, Hartmut and Hauke Ziemssen. Maxentius. Der letzte Kaiser in Rom (Zaberns Bildbände zur Archäologie). Mainz: Zabern, 2007.
- Odahl, Charles Matson. Constantine and the Christian Empire. New York: Routledge, 2004. Hardcover ISBN 0-415-17485-6 Paperback ISBN 0-415-38655-1
- Potter, David S. The Roman Empire at Bay: AD 180–395. New York: Routledge, 2005. Hardcover ISBN 0-415-10057-7 Paperback ISBN 0-415-10058-5
- Southern, Pat. The Roman Empire from Severus to Constantine. New York: Routledge, 2001. ISBN 0-415-23944-3